# Феросплавний завод у Белл-Бей
Феросплавний завод у Белл-Бей — виробничий майданчик на австралійському острові Тасманія.
Майданчик почав роботу в 1962 році із запуском печі № 1 потужністю 13 МВА, яка випускала феромарганець. У 1966-му додал піч № 2 з показником 16 МВА.
У 1976-му ввели в дію піч № 5 потужністю 45 МВА, яка була розрахована на випуск феросиліцію, а з 1977-го діяла піч № 3 з показником 27 МВА, яка могла випускати як феромарганець, так і силікомарганець. Як наслідок, загальна потужність майданчику досягнула 135 тисяч тонн на рік.
У 1985—1988 роках реалізували програму модернізації, за якою потужність печей № 1, № 2 та № 3 підвищили до 29 МВА, 27 МВА та 36 МВА відповідно. Також облаштували використання феросплавного газу для продукування 11 МВт електроенергії.
Наразі потужність майданчику рахується як 150 тисяч тонн феромарганцю та 120 тисяч тонн силікомарганцю на рік.
Необхідний для роботи заводу марганцевий концентрат як імпортуть, так і отримують з австралійської копальні Ґрут-Айленд (почала роботу в 1966-му). В 1976-му запустили агломераційну машину продуктивністю 600 тонн на добу, що зумовлено потребою підвищити вміст марганцю в сировині з Ґрут-Айленд.
Проєкт реалізували через компанію Tasmanian Electro Metallurgical Company (TEMCO), що належала гірничорудному гіганту BHP. Надалі контроль над TEMCO перейшов до австралійської South32 (була виділена з BHP у 2015 році) та південноафриканської Anglo American, а в 2021-му вони продали TEMCO компанії GFG Alliance, що належить до групи індійського підприємця Санджева Гупта (який також володіє металургійним комбінатом у Ваяллі).